# تپه قلعه پائین
تپه قلعه پائین مربوط به دوره اشکانیان -قرن ۴ و ۵ ه.ق است و در شهرستان سنقر، بخش کلیائی، روستای کیونان واقع شده و این اثر در تاریخ ۱۲ تیر ۱۳۸۴ با شمارهٔ ثبت ۱۲۰۲۵ به‌عنوان یکی از آثار ملی ایران به ثبت رسیده است.